# Vasile Zavoda
Vasile Zavoda (dit Zavoda II), né le 26 juillet 1929 à Rodna en Roumanie et décédé le 14 juillet 2014 dans la même ville, était un joueur et entraîneur de football roumain, qui évoluait au poste de défenseur. Il est le jeune frère de Francisc Zavoda.
Il compte 20 sélections en équipe nationale entre 1951 et 1962.

## Biographie

### Carrière de joueur
Avec le club du Steaua Bucarest, il remporte six championnats de Roumanie et quatre coupes de Roumanie.
Avec cette même équipe, il joue 5 matchs en Coupe d'Europe des clubs champions.
Il dispute un total de 257 matchs en première division roumaine, inscrivant un seul but dans ce championnat.

### Carrière internationale
Vasile Zavoda compte 20 sélections avec l'équipe de Roumanie entre 1951 et 1962. 
Il est convoqué pour la première fois par le sélectionneur national Emerich Vogl pour un match amical contre la Tchécoslovaquie le 20 mai 1951 (2-2). Il reçoit sa dernière sélection le 14 octobre 1962 contre l'Allemagne de l'Est (défaite 3-2).
Il joue un match comptant pour les tours préliminaires de la coupe du monde 1954 et quatre matchs comptant pour les éliminatoires du mondial 1958.

## Palmarès
- Avec le Steaua Bucarest :
  - Champion de Roumanie en 1951, 1952, 1953, 1956, 1960 et 1961
  - Vainqueur de la Coupe de Roumanie en 1951, 1952, 1955 et 1962